# Aristide Baghetti
Aristide Baghetti (Civitavecchia, 25 febbraio 1874 – Milano, 21 marzo 1955) è stato un attore italiano di teatro e cinema.

## Biografia
Attore, si diploma in ragioneria e trova lavoro presso le Poste e Telegrafi. Appassionato di recitazione sale sul palcoscenico giovanissimo e - dopo il tirocinio in diverse compagnie filodrammatiche - entra a far parte, in qualità di generico, di formazioni di primaria importanza ad iniziare dal 1898 con la  Baccani-Brignone-Campioni, poi dal 1900 con la Mauri al Teatro Manzoni di Roma e quindi con la Paladini-Iggius. Passa poi con la Reinach-Pieri e quindi con la Tovagliari-Carloni Talli-Pezzinga. Nel 1907 è accanto a Teresa Mariani e diretto da Vittorio Zampieri, poi da Oreste Calabresi che può senz'altro definirsi il suo maestro. Nel 1912 recita con la Reiter-Carini. Nel 1915, al ritiro dalle scene della Reiter, compie il salto di qualità che consacrerà la sua carriera: Ermete Novelli lo volle nella sua compagnia (la famosisima Fert) dove reciterà accanto alla grandissima Lyda Borelli.
Nel 1917 ha per la prima volta il nome in ditta con la Carini-Gentilli-Dondini-Baghetti allo Stabile di Genova. Nel 1919 inizia la sua attività di capocomico - con l'eccezione del 1921, anno in cui entra nella Almirante-Pescatori-Migliari, compagnia nella quale entra anche Dora Menichelli - accanto a Giuseppe Sichel, Ermengilda Zucchini Majone e Giannina Chiantoni prima e Ermanno Liberati, Anna Magnani e Amedeo Fuggetta poi, formando una compagnia specializzata nella pochade francese che Baghetti conduce fino al 1933 con alterna fortuna. In seguito lavora con Antonio Gandusio e Cele Abba (1934), Febo Mari (1937), Elsa Merlini e Sandro Ruffini (1939), quindi ancora la Merlini con Renato Cialente. Tra le sue migliori interpretazioni ricordiamo Madame Sans-Gêne di Victorien Sardou, Piccolo caffè di Tristan Bernard, L'asino di Buridano di Robert de Flers e Gaston de Caillavet, Così è (se vi pare) di Luigi Pirandello.
Prosegue la sua attività teatrale sino alla guerra per tornare sui palcoscenici dopo il conflitto prima a Palermo con Zazà, di Pierre-Francisque Berton e Charles Simon accanto a Isa Miranda l'11 aprile 1945, poi a Firenze al Giardino di Boboli il 21 giugno 1949 in Troilo e Cressida di William Shakespeare per la regia di Luchino Visconti, successivamente, nella stagione 1950-51 entrando nello stabile del Teatro Ateneo di Roma. Nel 1953 si fa apprezzare nel ruolo dell'usciere Ferapont in Tre sorelle di Anton Čechov. Continua a calcare le scene sino a poco prima che la morte lo colga, infatti è ancora attivo quando viene rappresentata la prima de Il giardino dei ciliegi per la regia di Giorgio Strehler, al Piccolo Teatro di Milano il 13 gennaio 1955. Proprio nella città lombarda scomparirà due mesi dopo.
Attivo nel cinema sin dal 1916 quando venne diretto da Mario Caserini in L'ombra accanto a Vittorina Lepanto, trova la sua consacrazione sullo schermo dal 1930 quando prende parte a Resurrectio di Alessandro Blasetti. Sarà presente, come caratterista di spicco in decine di film, l'ultimo dei quali è Il sole negli occhi  di Antonio Pietrangeli, dove interpreta Il professor Nicotera. Era sposato con l'attrice Tullia Baghetti - che assunse il suo cognome e gli fu spesso accanto come nei film La luce del mondo di Gennaro Righelli del 1935 e Voglio vivere con Letizia di Camillo Mastrocinque del 1937 - era inoltre padre dell'attore e doppiatore Gino Baghetti e di Claudia Baghetti che fu moglie dell'attore Mario Ferrari.

## Filmografia parziale
- L'ombra accanto a Vittorina Lepanto, regia di Mario Caserini (1916)
- Resurrectio, regia di Alessandro Blasetti (1930)
- Ninì Falpalà, regia di Amleto Palermi (1933)
- La luce del mondo, regia di Gennaro Righelli (1935)
- Joe il rosso, regia di Raffaello Matarazzo (1936)
- Marcella, regia di Guido Brignone (1937)
- Voglio vivere con Letizia, regia di Camillo Mastrocinque (1938)
- Duetto vagabondo, regia di Guglielmo Giannini (1938)
- La casa del peccato, regia di Max Neufeld (1938)
- La mazurka di papà, regia di Oreste Biancoli (1938)
- Mille lire al mese, regia di Max Neufeld (1939)
- Amami Alfredo, regia di Carmine Gallone (1940)
- Violette nei capelli, regia di Carlo Ludovico Bragaglia (1941)
- L'affare si complica, regia di Pier Luigi Faraldo (1942)
- Colpi di timone, regia di Gennaro Righelli (1942)
- Biraghin, regia di Carmine Gallone (1946)
- L'altra, regia di Carlo Ludovico Bragaglia (1947)
- L'onorevole Angelina, regia di Luigi Zampa (1947)
- Maracatumba... ma non è una rumba, regia di Edmondo Lozzi (1949)
- I figli di nessuno, regia di Raffaello Matarazzo (1951)
- A fil di spada, regia di Carlo Ludovico Bragaglia (1952)
- La voce del silenzio, regia di Georg Wilhelm Pabst (1953)
- Il sole negli occhi, regia di Antonio Pietrangeli (1953)

## Prosa teatrale
- Un ladro nell'alcova di E. Geymonat e F. Tettoni, Compagnia di Aristide Baghetti, (interpreti Aristide Baghetti-Gina Sammarco-Almicare Quarra),Teatro Fiorentini di Napoli 15 Aprile 1924
- Amore mascherato di Sacha Guitry, regia di Aristide Baghetti, Compagnia di spettacoli comici e musicali Baghetti-Liberati, Teatro Argentina di Roma, 15 ottobre 1932.
- Il profumo di mia moglie di Leon Lenz, direzione artistica di Aristide Baghetti ed Ermete Liberati. Compagnia di spettacoli comici e musicali Baghetti-Liberati, Teatro Argentina di Roma, 17 ottobre 1932.
- L'uomo del piacere di Paul Géraldy e Robert Spitzer, direzione artistica di Aristide Baghetti ed Ermete Liberati. Compagnia di spettacoli comici e musicali Baghetti-Liberati, Teatro Argentina di Roma, 19 ottobre 1932.
- Il primo letto di Andrea Bisson, direzione artistica di Aristide Baghetti ed Ermete Liberati. Compagnia di spettacoli comici e musicali Baghetti-Liberati, Teatro Argentina di Roma, 20 ottobre 1932.
- Bourrachon di Laurent Doillet, direzione artistica di Aristide Baghetti ed Ermete Liberati. Compagnia di spettacoli comici e musicali Baghetti-Liberati, Teatro Argentina di Roma 22 ottobre 1932.
- Baciatemi di Tristan Bernard, Yves Mirande e Gustave Quinson, direzione artistica di Aristide Baghetti ed Ermete Liberati,. Compagnia di spettacoli comici e musicali Baghetti-Liberati, Teatro Argentina di Roma, 23 ottobre 1932.
- L'acquolina in bocca di Pares, Veber e Von Paris, direzione artistica di Aristide Baghetti ed Ermete Liberati. Compagnia di spettacoli comici e musicali Baghetti-Liberati, Teatro Argentina di Roma, 25 ottobre 1932.
- Jim la Houlette re dei ladri di Jean Guitton, direzione artistica di Aristide Baghetti ed Ermete Liberati. Compagnia di spettacoli comici e musicali Baghetti-Liberati, Teatro Argentina di Roma, 30 ottobre 1932.
- Zazà, di Pierre-Francisque Berton e Charles Simon. Compagnia di prosa Isa Miranda,  direzione artistica di Filippo Scelzo, Palermo Teatro Nazionale, 11 aprile 1945.
- Troilo e Cressida di William Shakespeare, regia di Luchino Visconti, Firenze Giardino di Boboli 21 giugno 1949.
- Il giardino dei ciliegi di Anton Čechov, regia di Giorgio Strehler, prima al Piccolo Teatro di Milano il 13 gennaio 1955.

## Prosa radiofonica Rai
- La gelosa, commedia di André Bisson, regia di Guglielmo Morandi, trasmessa il 19 giugno 1950
- Romanticismo, commedia di Gerolamo Rovetta, regia di Carlo Ninchi, trasmessa il 31 dicembre 1951